# American Book Award
Der American Book Award ist ein US-amerikanischer Buchpreis (auch für wissenschaftliche und Sachbücher usw.) unabhängig vom Genre. Er wird seit 1980 jährlich an mehrere Preisträger sowie für das Lebenswerk jeweils eines Preisträgers vergeben. Der Preis wird auf Anregung des afroamerikanischen Autors Ishmael Reed von der 1976 gegründeten Before Columbus Foundation gestiftet und versteht sich als Auszeichnung von Autoren für Autoren.
Die Website der Stiftung sagt zur Auszeichnung:

„Der Zweck der Auszeichnungen ist es, literarische Exzellenz ohne Einschränkungen zu würdigen. Es gibt keine Kategorien, keine Nominierten und daher keine Verlierer. Die Preisträger reichen von bekannten und etablierten Schriftstellern bis hin zu unterschätzten Autoren und ersten Werken. Es gibt keine Quoten für Vielfalt, die Gewinnerliste spiegelt sie einfach als natürlichen Prozess wider. Die Before Columbus Foundation betrachtet die amerikanische Kultur als integrativ und betrachtete den Begriff "multikulturell" immer nicht als Beschreibung verschiedener Kategorien, Gruppen oder "Sonderinteressen", sondern als Definition der gesamten amerikanischen Literatur. Die Auszeichnungen werden nicht von einer Branchenorganisation verliehen, sondern sind eine Autorenauszeichnung, die von anderen Autoren verliehen wird.“

Der Name der Stiftung spielt auf die ethnischen Minderheiten an, denen in der Frühzeit der USA das Recht zu lesen verweigert wurde. In der Stiftung des Preises drückte sich auch die Kritik an der früher extrem geringen Repräsentation von Autoren der Minderheiten bei der Verleihung des Pulitzer-Preises und des National Book Awards aus. Entsprechend wird interkulturellen Aspekten eine hohe Bedeutung bei der Verleihung der *American Book Awards* beigemessen.
Zu den früheren Gewinnern gehören Schriftstellerinnen, Sozialwissenschaftler, Philosophen und Historiker wie Toni Morrison, Edward Said, MacKenzie Bezos, Isabel Allende, Bell Hooks, Don DeLillo, Derrick Bell, Robin Kelley, Joy Harjo und Tommy J. Curry.

## Preisträger

### 2020er Jahre

#### 2020
| Preisträger/-in                                                 | Titel                                                                                                   | Verlag                    |
| --------------------------------------------------------------- | --- | ------------------------- |
| Reginald Dwayne Betts                                           | Felon: Poems                                                                                            | W.W. Norton               |
| Sara Borjas                                                     | Heart Like a Window, Mouth Like a Cliff                                                                 | Noemi Press               |
| Neeli Cherkovski, Raymond Foye, Tate Swindell (editors)         | Collected Poems of Bob Kaufman                                                                          | City Lights               |
| Staceyann Chin                                                  | Crossfire: A Litany for Survival                                                                        | Haymarket                 |
| Kali Fajardo-Anstine                                            | Sabrina & Corina: Stories                                                                               | One World                 |
| Tara Fickle                                                     | The Race Card: From Gaming Technologies to Model Minorities                                             | New York University Press |
| Erika Lee                                                       | America for Americans: A History of Xenophobia in the United States                                     | Basic Books               |
| Yoko Ogawa                                                      | The Memory Police                                                                                       | Pantheon                  |
| Jake Skeets                                                     | Eyes Bottle Dark with a Mouthful of Flowers                                                             | Milkweed Editions         |
| George Takei, Justin Eisinger, Steven Scott, and Harmony Becker | They Called Us Enemy                                                                                    | Top Shelf Productions     |
| Ocean Vuong                                                     | On Earth We're Briefly Gorgeous                                                                         | Penguin                   |
| De'Shawn Charles Winslow                                        | In West Mills                                                                                           | Bloomsbury Publishing     |
| Albert Woodfox with Leslie George                               | Solitary: My Story of Transformation and Hope                                                           | Grove Press               |
| Eleanor W. Traylor                                              | Lifetime Achievement Award                                                                              |                           |
| Kofi Natambu                                                    | Editor Award: The Panopticon Review                                                                     |                           |
| Jasper Bernes, Joshua Clover, and Juliana Spahr                 | Publisher Award: Commune Editions                                                                       |                           |
| Amalia Leticia Ortiz                                            | Oral Literature Award                                                                                   |                           |
| Anthony Harkins and Meredith McCarroll (editors)                | Walter & Lillian Lowenfels Criticism Award: Appalachian Reckoning: A Region Responds to Hillbilly Elegy |                           |
| Quelle:                                                         | |                           |

#### 2021
| Preisträger/-in                                           | Titel | Verlag                             |
| --------------------------------------------------------- | --- | ---------------------------------- |
| Ayad Akhtar                                               | Homeland Elegies | Little, Brown & Co.                |
| Maisy Card                                                | These Ghosts Are Family | Simon & Schuster                   |
| Anthony Cody                                              | Borderland Apocrypha | Omnidawn Press                     |
| Ben Ehrenreich                                            | Desert Notebooks: A Road Map for the End of Time                                                                                        | Counterpoint                       |
| Johanna Fernández                                         | The Young Lords: A Radical History | University of North Carolina Press |
| Carolyn Forché                                            | In the Lateness of the World: Poems | Penguin Press                      |
| John Giorno                                               | Great Demon Kings: A Memoir of Poetry, Sex, Art, Death, and Enlightenment                                                               | Farrar, Straus and Giroux          |
| Cathy Park Hong                                           | Minor Feelings: An Asian American Reckoning                                                                                             | One World                          |
| Randall Horton                                            | {#289-128}: Poems | University of Kentucky             |
| Gerald Horne                                              | The Dawning of the Apocalypse: The Roots of Slavery, White Supremacy, Settler Colonialism, and Capitalism in the Long Sixteenth Century | Monthly Review Press               |
| Robert P. Jones                                           | White Too Long: The Legacy of White Supremacy in American Christianity                                                                  | Simon & Schuster                   |
| Judy Juanita                                              | Manhattan my ass, you're in Oakland | Equidistance Press                 |
| William Melvin Kelley (author), Aiki Kelley (illustrator) | Dunfords Travels Everywheres | Anchor Books                       |
| Maryemma Graham                                           | Lifetime Achievement Award |                                    |
| Shana Redmond                                             | Walter & Lillian Lowenfels Criticism Award: Everything Man: The Form and Function of Paul Robeson                                       |                                    |
| Jacob Soboroff                                            | Anti-Censorship Award: Separated: Inside an American Tragedy                                                                            |                                    |
| Quelle:                                                   | |                                    |

#### 2022
| Preisträger/-in                                                           | Titel                                                                                          | Verlag                              |
| ------------------------------------------------------------------------- | ---------------------------------------------------------------------------------------------- | ----------------------------------- |
| Spencer Ackerman                                                          | Reign of Terror: How the 9/11 Era Destabilized America and Produced Trump                      | Viking                              |
| Esther G. Belin, Jeff Burgland, Connie A. Jacobs, Anthony K. Webster      | The Diné Reader: An Anthology of Navajo Literature                                             | University of Arizona Press         |
| Emma Brodie                                                               | Songs in Ursa Major                                                                            | Knopf                               |
| Daphne Brooks                                                             | Liner Notes for the Revolution: The Intellectual Life of Black Feminist Sound                  | Harvard University Press            |
| Myriam J. A. Chancy                                                       | What Storm, What Thunder                                                                       | Tin House Books                     |
| Francisco Goldman                                                         | Monkey Boy                                                                                     | Grove Press                         |
| Zakiya Dalila Harris                                                      | The Other Black Girl: A Novel                                                                  | Atria Books                         |
| Fatima Shaik                                                              | Economy Hall: The Hidden History of a Free Black Brotherhood                                   | The Historic New Orleans Collection |
| Edwin Torres                                                              | Quanundrum: [i will be your many angled thing]                                                 | Roof Books                          |
| Truong Tran                                                               | Book of the Other: Small in Comparison                                                         | Kaya Press                          |
| Mai Der Vang                                                              | Yellow Rain                                                                                    | Graywolf Press                      |
| Phillip B. Williams                                                       | Mutiny                                                                                         | Penguin Books                       |
| Michelle Zauner                                                           | Crying in H Mart: A Memoir                                                                     | Knopf                               |
| Gayl Jones                                                                | Lifetime Achievement Award                                                                     |                                     |
| Jessica E. Teague                                                         | Walter & Lillian Lowenfels Criticism Award: Sound Recording Technology and American Literature |                                     |
| Jeffrey St. Clair                                                         | Anti-Censorship Award                                                                          |                                     |
| Wave Books: Charlie Wright (Publisher) / Joshua Beckman (Editor in Chief) | Editor/Publisher Award                                                                         |                                     |
| Quelle:                                                                   |                                                                                                |                                     |

#### 2023
| Preisträger/-in       | Titel                                                                                | Verlag                       |
| --------------------- | ------------------------------------------------------------------------------------ | ---------------------------- |
| Ayanna Lloyd Banwo    | When We Were Birds                                                                   | Doubleday                    |
| Edgar Gomez           | High-Risk Homosexual                                                                 | Soft Skull                   |
| Kelly Lytle Hernández | Bad Mexicans: Race, Empire, and Revolution in the Borderlands                        | W.W. Norton & Company        |
| Everett Hoagland      | The Ways: Poems of Affirmation, Reflection and Wonder                                | North Star Nova Press        |
| Anne Hyde             | Born of Lakes and Plains: Mixed-Descent Peoples and the Making of the American West  | W.W. Norton & Company        |
| Jamil Jan Kochai      | The Haunting of Haji Hotak and Other Stories                                         | Viking                       |
| Aidan Levy            | Saxophone Colossus: The Life and Music of Sonny Rollins                              | Hachette Books               |
| Bojan Louis           | Sinking Bell: Stories                                                                | Gray Wolf Press              |
| Leila Mottley         | Nightcrawling                                                                        | Knopf                        |
| Darryl Pinckney       | Come Back in September: A Literary Education on West Sixty-seventh Street, Manhattan | Farrar, Straus and Giroux    |
| Sherry Shenoda        | Mummy Eaters                                                                         | University of Nebraska Press |
| Mosab Abu Toha        | Things You May Find Hidden in My Ear: Poems from Gaza                                | City Lights Books            |
| Javier Zamora         | Solito: A Memoir                                                                     | Hogarth                      |
| Maxine Hong Kingston  | Lifetime Achievement Award                                                           |                              |
| Neta Crawford         | Anti-Censorship Award                                                                |                              |
| Bell Hooks            | Walter & Lillian Lowenfels Award for Criticism                                       |                              |
| Quelle:               |                                                                                      |                              |